# 아프리카 감리교 감독교회
아프리카 감리교 감독교회(영어: The African Methodist Episcopal Church)는 미국에 본부를 둔 아프리카계 미국인 감리교 교단이다. 흑인에 의해 설립된 전 세계 개신교 교단 중에서 가장 오래된 독립 개신교 교단이다. 미국 남북전쟁으로 인해 감리교회가 남과 북으로 분리되었던 시기에 현재 연합감리교회의 전신인 북감리교회, 즉 감리교 감독교회(Methodist Episcopal Church)가 미국 남북전쟁 상황에서 흑인들을 위한 지원과 흑인들의 노력으로 설립된 아프리카계 미국인 중심의 자치적 감리교 교단이다. 실제 《땅콩박사》(대한기독교서회 펴냄)에 의하면, 미국의 흑인농학자인 조지 워싱턴 카버가 청소년 시절에 중고등학교를 다닐 수 있도록 돌본-학교에 다니려고 멀리 여행한 조지가 배고플 것을 염려해서 비스킷을 구워주셨다고 한다.- 루시라는 흑인 여성 세탁노동자는 조지를 만난 것이 하나님의 뜻이라고 믿어서 돌보시고, 세탁노동과 산파 노동으로써 사랑을 실천할 수 있다고 믿은 독실한 아프리카 감리교 감독교회 평신도였고, 루시의 영향으로 기독교 신앙을 가지게 되어 평생 장로교 평신도로 살았다. 현재도 미국 연합 감리 교회와 연계하며, 세계감리교협의회의 회원 교단이다.
교회구조는 미국 감리교회의 감독제와 같으며, 교회 제도와 목사 파송과 신학적 입장도 연합감리교회와 동일하나 흑인이 중심이 된 교회로, 교회 각 지역 연회를 대표하는 감독은 모두 흑인으로 구성되었다. 
2015년 미국 백인 인종주의자가 교회에 난입, 총기를 난사해 핀크니 목사를 비롯한 8명이 사망한 증오사건이 일어났던 사우스캐롤라이나주 찰스턴의 감리교회가 이 교단 소속 흑인 중심 교회이다. 

## 같이 보기
- 감리교회
- 기독교대한감리회
- 존 웨슬리